# Menisorus
Menisorus, rod papratnjača iz porodice Thelypteridaceae, dio reda osladolike. Šest vrsta raste po tropskoj Africi i Madagaskaru.
Rod je opisan 1956.

## Vrste
1. Menisorus albidipilosus (Bonap.) comb.ined.
2. Menisorus blastophorus (Alston) S.E.Fawc. & A.R.Sm.
3. Menisorus glandafrus (Viane) comb.ined.
4. Menisorus oppositifolius (Hook.) comb.ined.
5. Menisorus pauciflorus (Hook.) Alston
6. Menisorus unitus (Kunze) S.E.Fawc. & A.R.Sm.